# Trip Hawkins
William M. "Trip" Hawkins III (ur. 28 grudnia 1953) – amerykański przedsiębiorca związany z Doliną Krzemową, założyciel firm Electronic Arts, The 3DO Company i Digital Chocolate.
Hawkins był dyrektorem ds. strategii i marketingu w Apple Computer, skąd odszedł w 1982 roku by założyć firmę tworzącą gry komputerowe – Electronic Arts. W roku 1991 uformował The 3DO Company, aby stworzyć konsolę do gier. Ukazała się ona w 1993 pod nazwą 3DO Interactive Multiplayer i na ówczesne realia była najbardziej zaawansowaną technologicznie konsolą na rynku, ale też i najdroższą – jej cena oscylowała w granicach 700 dolarów. W 1996 firma przekształciła się w producenta gier komputerowych.
W roku 2003 Hawkins utworzył Digital Chocolate, która zajmuje się produkcją gier na urządzenia przenośne.
W roku 2005 został przyjęty do Galerii Sław Akademii Nauk i Sztuk Interaktywnych (ang. Academy of Interactive Arts and Sciences Hall of Fame).